# Pilar Távora
María del Pilar Távora Sánchez (Sevilla), conocida como Pilar Távora, es una directora, productora y guionista de cine, teatro, televisión y flamenco gitana española, así como empresaria andaluza, siendo de las primeras mujeres en crear una productora propia. Además, Távora es feminista y una activista antifranquista por los derechos humanos y las causas sociales. En 2011, entró en política, siendo militante y candidata primero por el Partido Andalucista y después, desde 2016, por Izquierda Andalucista, formación política que concurrió a las elecciones en Andalucía en coalición con Adelante Andalucía. Forma parte del Consejo Audiovisual de Andalucía desde 2019.

## Trayectoria profesional
Távora nació en el barrio del Cerro del Águila en Sevilla, en una familia gitana dedicada al toreo y al flamenco. Estudió psicología en la Universidad de Sevilla, siendo desde entonces una activista antifranquista, por los derechos humanos y las causas de las personas desfavorecidas, del pueblo palestino sometido por Israel, de los pueblos originarios de EE. UU. maltratados por el gobierno estadounidense, por la mejora de la situación en Andalucía para estar en igualdad de condiciones con los demás territorios del Estado español. Así mismo, fue cofundadora de una asociación feminista universitaria.
Es hija del dramaturgo y director de teatro Salvador Távora, a quien dedicó el documental Salvador Távora: la excepción, producido por Canal Sur.
Mientras daba sus primeros pasos en la dirección de cine, trabajó en las primeras ediciones del Festival de Cine de Sevilla en los años 80 como traductora de inglés, secretaria de dirección. Conoció a Elmer Bernstein, quien le propuso trasladarse a Hollywood tras ver su primer cortometraje, pero ella rechazó la propuestas al sentir que debía desarrollar su carrera artística y profesional en Andalucía. Sus primeros trabajos estuvieron muy ligados a referentes como Isidoro Moreno y José Luis Ortiz Nuevo. Participó en el I Certamen-Concurso de Cine Andaluz en 1981. Durante el 24 Certamen Internacional de Cine Documental de Bilbao, en 1982, organizó la Primera Muestra de Cine Andaluz, generando debate sobre las identidades vasca y andaluza. Fue una de las primeras profesoras de la Escuela Andaluza de Cinematografía.
En 1995, creó Artimagen Producciones para producir sus obras, antes las dificultades que encontraba para que los productores, mayoritariamente en Madrid, respaldaran sus personales propuestas y sus proyectos.
Además, siempre ha estado implicada en el asociacionismo profesional. Así, con 23 años, creó junto a Antonio Cuadri la primera Asociación de Productores Independientes de Andalucía, de la que fue presidenta, cuyo objetivo era hacer entender a la administración pública andaluza la importancia del cine como industria. Posteriormente, crearon una segunda asociación con el fin de unir al sector, cuyos frutos fueron la firma de los convenios que regulan el sector en Andalucía y el apoyo institucional al cine andaluz. En 2017, participó en la creación de la Academia del Cine de Andalucía.
Ha representado con sus obras a Andalucía, su tierra natal, y a España, por extensión, en más de 40 festivales internacionales (europeos como Berlín, Oberhausen, Nantes, París, Londres, Estambul, Noruega; americanos como Seattle, Chicago, Montreal, San Francisco; asiáticos como Nueva Delhi,...). Además, es miembro de jurados internacionales en Europa y África.
Crea desde Andalucía para el mundo, siendo emitidos sus trabajos en España, en Francia, en Gran Bretaña (BBC World) y también en Latinoamérica y Australia.

## Trayectoria artística
Távora ha dirigido largometrajes de ficción y documentales, destacando Nanas de espinas (1984), primera película andaluza que representó a España en el Festival Internacional de Cine de Berlín, Yerma (1998), con Aitana Sánchez Gijón, Juan Diego e Irene Papas, Brujas (2007), Eternos Interiores, Diego Amador: El Mozart Gitano y Madre amadísima (2009), nominada a los premios Goya. También filmó Campo Cerezo (coproducción con Argentina), My Friend y My Enemy (coproducción con Palestina).
Para televisión, ha rodado series como Andalucía: Mitos y tópicos, Andalucía a escena, Cavilaciones (sobre la historia del flamenco). Igualmente, ha firmado las series Gitanos andaluces (2012), Comienza el espectáculo (historia del teatro en Andalucía), De años en Año (RTVE), Zona 2 y D´Arte, entre otras. Entre los numerosos documentales que tiene en su haber, se encuentran La ruta del Califato (2004), Tablao flamenco: Cara y Cruz, Banderilleros: hombres de plata, La Huella Indígena, Costaleros, Antonio Divino, Sevilla: Viernes Santo madrugada, Andalucía entre el incienso y el sudor, entre otros muchos.
También dirigió espectáculos teatrales para ser emitidos por televisión, en concreto RTVE y BBC a escala mundial, como el espectáculo flamenco grabado en los Alcázares de Sevilla para El día del Milenio (1999). Montó también espectáculos teatrales flamencos como Medea (2000 y 2017), La difícil sencillez (2009), en la que se encargó  junto a Rafael Amargo de la dirección de escena y la dramaturgia, los textos, la voz en off y los audiovisuales, o Carmen Amaya: evocaciones (2004). además de otros nueve espectáculos teatrales-flamencos.

## Trayectoria política
En paralelo a su trayectoria artística, en 2011, Távora comenzó a participar activamente en política militando en el andalucismo, al que ya se sentía vinculada culturalemente desde la manifestación de 4 de diciembre. Militó en Partido Andalucista, al que llegó de la mano de Pilar González, entonces secretaria general. Cerró las listas del PA a la alcaldía de Sevilla en 2011 para después ser la candidata a dicha alcaldía en 2015. Además, en 2012 fue como número dos de González en las listas el Parlamento Andaluz y encabezó la candidatura al Parlamento Europeo en 2014.
Posteriormente, en 2016 fue la número 3 en las listas al Senado por la formación política Izquierda Andalucista que se presentó en Andalucía en coalición con Unidos Podemos. Tras las elecciones, Távora reclamo a Unidos Podemos la organización de un grupo andaluz de Unidos Podemos en el Congreso de los Diputados, pero no fue escuchada por esta confluencia con preferencias estatales. En marzo de 2017, Izquierda Andalucista e Iniciativa del Pueblo Andaluz se unieron para conformar Iniciativa Andalucista, organización nacionalista de izquierdas para defender los intereses de Andalucía y ser alternativa progresista al PSOE en las elecciones municipales y autonómicas de 2019.

## Compromiso
La directora andaluza siempre ha estado muy comprometida con la situación de su tierra, haciendo visible con su trabajo las injusticias históricas del pueblo andaluz. Además, ha sido muy sensible a colectivos desfavorecidos o rechazados por los estereotipos sociales como homosexuales, población gitana o personas migrantes. En este sentido, declaró en una entrevista que "el cine mira a la población gitana desde fuera, desde mundos que nunca se han cruzado con los de los gitanos y que, además, han recibido una visión sesgada y manipulada sobre ellos”.
También ha desarrollado proyectos de cooperación internacional en Argentina, Bolivia, Marruecos,... para plasmar la realidad de los pueblos primitivos, sus reivindicaciones y culturas, y después en Palestina, reflejando su situación.
Su compromiso con las mujeres es férreo. Ya en la universidad cofundó una asociación feminista y rodó el documental Nosotras, femenino plural. En su vida ha sido una constante la reivindicación de la igualdad de mujeres y hombres, los derechos de las mujeres como derechos humanos y la obligación de justicia social de las mujeres gitanas y de las más desfavorecidas.
Su trayectoria ha sido reconocida con diferentes premios nacionales e internacionales, como el Premio Andaluz Gitano 2012, o el Premio Fundación Secretariado Gitano 2016. Preocupada por los derechos de los mujeres, aprovechó la ceremonia de entrega de las Medallas de Oro de la Cruz Roja, en mayo de 2017 en el Teatro de la Maestranza de Sevilla, para dar un discurso sobre este tema. 

## Reconocimientos
Entre los reconocimientos que ha recibido, se encuentran:
- Medalla de Oro de Andalucía: 2023[40]
- Medalla de Oro de la Cruz Roja, en mayo de 2017.
- Premio Fundación Secretariado Gitano 2016.
- Premio Andaluz Gitano 2012.
- Reconocimientos en festivales por su labor de recuperación del pasado andalusí. Marruecos.
- Medalla de la ciudad de Nantes (Francia) en 1999.
- Primer premio en el festival de Cine de Nantes por Yerma en 1999.
- Inauguración del Museo de Cera de Valladolid con Yerma 1999.
- Nanas de Espino, primera película andaluza representando a España en el Festival de Berlín 1985.

## Filmografía
- 1984 – Nanas de espinas.
- 1998 – Yerma.
- 2003 - Eternos Interiores.
- 2007 – Brujas.
- 2009 – Madre amadísima.
- 2017 – Salvador Távora: la excepción (documental).